# Газотурбінна компресорна установка
Газотурбі́нна компре́сорна установка (рос. газотурбинная компрессорная установка; англ. gas turbine and compressor plant; нім. gasturbinen Verdichtungsanlage) — агрегат з газотурбінним приводом для стискування природного газу.
Газотурбінна компресорна установка — найбільш розповсюджений тип газонагнітального устаткування компресорних станцій магістральних газопроводів. Одна газотурбінна компресорна установка забезпечує, як правило, підвищення тиску транспортованого газу в 1,2 раза.
У зв'язку з цим на компресорних станціях установлюють декілька однотипних газотурбінних компресорних установок і застосовують послідовну, паралельну і змішану схеми їх ввімкнення.
Послідовне включення компресорних установок застосовують, коли при заданій витраті необхідно створити перепад тиску газу, що перевищує можливості одного газотурбінної компресорної установки.
Паралельне з'єднання газотурбінних компресорних установок застосовують для підвищення витрат газу при заданому тиску. Навантаження між газотурбінними компресорними установками розподіляється підтриманням однакової потужності на всіх агрегатах або однакової температури газів перед турбінами при обмеженнях температури продуктів згоряння і швидкості обертання турбіни. Привод газотурбінної компресорної установки — газотурбінне устаткування — складається з власне турбіни газової, компресора, камери згоряння, регенератора (повітропідігрівача) і допоміжних пристроїв. Потужність, що розвивається газовою турбіною, йде на приводи компресора (60-70 % потужності) і нагнітача газу. В газотурбінній компресорній установці застосовують в основному газотурбінне устаткування відкритого циклу, протягом якого відбувається постійна заміна робочого тіла. ККД устави такого типу 28-32 %. Помітна тенденція росту обсягів застосування газотурбінних приводів в компресорних устаткуваннях.
Синонім — газотурбінне компресорне устаткування.